# کوه تاراکان
کوه تاراکان (به لاتین: Mount Tarakan) یک کوه در اندونزی است که در Halmahera, Indonesia واقع شده‌است. کوه تاراکان ۳۱۸ متر بالاتر از سطح دریا واقع شده‌است.